# Budapest Live
Albums de Manfred Mann's Earth Band
Somewhere in Afrika
(1983) Criminal Tango
(1986)
Singles
1. Davy's On the Road Again (live)
Sortie : 17 février 1984

Budapest Live est le premier album enregistré en public du groupe de rock anglais Manfred Mann's Earth Band. Il sort le 17 février 1984 sur le label Bronze Records et est produit par Chris Thompson et John Lingwood.

## Historique
Cet album fest enregistré lors de la tournée européenne de promotion de l'album Somewhere in Afrika. Cette tournée s'étale entre le 8 février et le 14 avril 1983 dans dix pays, le groupe jouant devant plus de 350 000 personnes lors de 50 shows. Les titres sont enregistrés à la Budapest Sportcsarnok en Hongrie le 6 et 7 avril 1983.
Il se classe à la 34e place des charts allemands, mais ne se classe pas dans les charts anglais et américain. Il  est le dernier album avec le label Bronze Records, l'album suivant paraîtra sur Virgin Records.

## Titres

### Face 1
| No | Titre                    | Auteur                       | Durée |
| -- | ------------------------ | ---------------------------- | ----- |
| 1. | Spirits In the Night     | Bruce Springsteen            | 6:04  |
| 2. | Demolition Man           | Sting                        | 4:32  |
| 3. | For You                  | Bruce Springsteen            | 6:49  |
| 4. | Davy's On the Road Again | John Simon, Robbie Robertson | 4:43  |

### Face 2
| No | Titre                   | Auteur            | Durée |
| -- | ----------------------- | ----------------- | ----- |
| 5. | Lies (Through the 80's) | Denny Newman      | 4:34  |
| 6. | Blinded By the Light    | Bruce Springsteen | 7:45  |
| 7. | Redemption Song         | Bob Marley        | 3:26  |
| 8. | Mighty Quinn            | Bob Dylan         | 4:15  |

### Titres bonus de la réédition 1999
| No  | Titre               | Auteur       | Durée |
| --- | ------------------- | ------------ | ----- |
| 9.  | Runner              | Ian Thomas   | 5:02  |
| 10. | No Transkei         | Manfred Mann | 5:11  |
| 11. | Don't Kill It Carol | Mike Heron   | 5:21  |

## Musiciens
- Manfred Mann : orgue, piano, synthétiseurs, chœurs
- Chris Thompson : chant, guitare, chœurs
- Steve Waller : guitares, chant sur Demolition Man, Blinded By the Light,Transkei et Don't Kill It Carol, chœurs
- Matt Irwing : basse
- John Lingwood : batterie

## Charts
| Pays      | Durée du classement | Meilleur classement |
| --------- | ------------------- | ------------------- |
| Allemagne | 12 semaines         | 34e                 |
| Suède     | 2 semaines          | 25e                 |
| Suisse    | 1 semaine           | 23e                 |